# Arthonia excentrica
Arthonia excentrica är en lavart som beskrevs av Theodor 'Thore' Magnus Fries. Arthonia excentrica ingår i släktet Arthonia, och familjen Arthoniaceae. Arten är reproducerande i Sverige.